# Corona 68
Corona 68 – amerykański satelita rozpoznawczy. Trzeci, ostatni statek serii Keyhole-6 LANYARD tajnego programu CORONA (oficjalnie statek służył rozwijaniu technik satelitarnych). Jego zadaniem było wykonanie wywiadowczych zdjęć Ziemi z lepszą niż dotychczas rozdzielczością. Program LANYARD szybko przerwano, gdyż zdjęcia miały rozdzielczość podobną do serii KH-4B, tj. 6' zamiast oczekiwanych 2'.

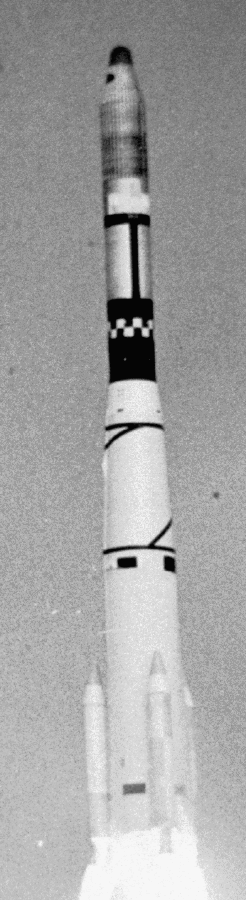
Start rakiety Thor Agena D z satelitą Corona 68

System fotograficzny przestał działać 32 godziny po starcie. Kapsuła powrotna ze zdjęciami została przechwycona 1 sierpnia 1963 nad Oceanem Spokojnym. Misję uznano za udaną, mimo że zdjęcia były słabej jakości.